# Éditions L'Âge d'Homme
Éditions L'Âge d'Homme è una casa editrice fondata nel 1966 a Losanna dallo scrittore jugoslavo Vladimir Dimitrijević. Dagli anni novanta ha sede in Francia, a Parigi.

## Storia
Nei primi anni dalla fondazione, L'Âge d'Homme diffuse principalmente i classici della letteratura russa e slava, nonché pubblicazioni accademiche e narrativa francese e svizzera dell'epoca. Tra i più noti autori pubblicati figurano Henri-Frédéric Amiel, Étienne Barilier, Gaston Cherpillod, Charles-Albert Cingria, Georges Haldas, Charles-Ferdinand Ramuz, Léon Savary, Pierre Gripari, Alain Paucard, Octave Mirbeau. Per diversi anni L'Âge d'Homme pubblicò inoltre numerosi autori dissidenti sovietici e slavi.
Il catalogo della casa editrice è incentrato su pubblicazioni di tipo politico, storico, filosofico e in generale di interesse culturale.